# Геніорніс
Геніорніс (Genyornis newtoni) — викопний вид гусеподібних птахів родини дроморнісових (Dromornithidae). Це останній представник родини. Вид існував у плейстоцені. Величезні птахи зростом 215 см, вагою 200—240 кг мешкали в лісах і степах Австралії. Швидше за все, були рослиноїдними. Зникли близько 40 тисяч років тому. Наймовірнішою причиною вимирання є полювання людей та часті нищівні пожежі. На користь антропогенного фактору вимирання свідчать дані, що 50 тис. років тому геніорніси ще процвітали, а вже 40 тис. тому вони вже були рідкісні.
У травні 2010 року археологи знайшли в одній із печер на півночі Австралії наскельний малюнок, на якому було зображено 2 птахи, що були ідентифіковані як геніорніси. На одностайну думку експертів, деталізація зображення говорить про те, що доісторичний художник прекрасно знав, як виглядає живий геніорніс. А значить, або цей малюнок є найдавнішим прикладом наскельного живопису за всю історію людства (віком 40 тис. років), або геніорніси існували набагато довше, ніж вважалося досі (на користь цієї версії свідчить той факт, що на малюнках зображені також тасманійський вовк, гігантська єхидна і гігантський кенгуру, вимерлі від 3 до 18 тисяч років тому).